# Wianek

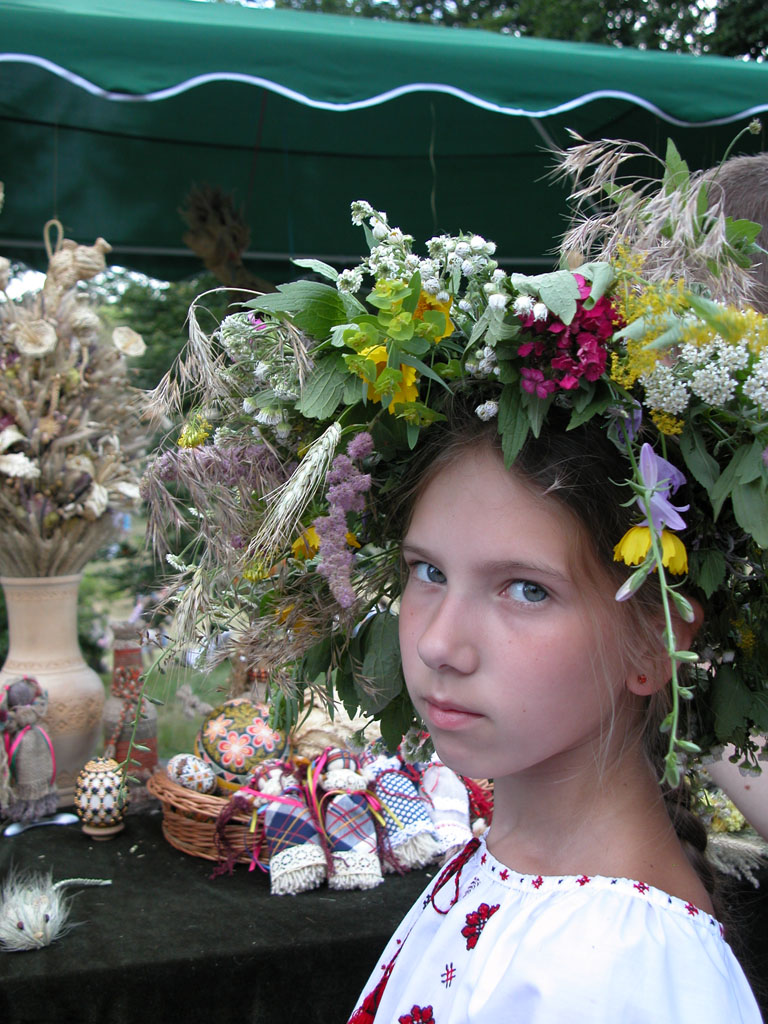
Dziewczynka w wianku z żywych kwiatów na głowie

Wianek – rodzaj nakrycia głowy (wieńca) upleciony z ziół i kwiatów. Tradycyjnie wianki noszone były przez dziewczęta i niezamężne kobiety, stąd stały się symbolem niewinności. O kobiecie zamężnej mówiło się, że „straciła wianek”.
Skoro w nocy po północy, po pierwszej godzinie, 
obróćże się, moja panno, twą twarzyczką do mnie. 
Nie będę się obracała, bo mnie główka boli,

straciłam se swój wianeczek, to dla twojej woli.
Zgodnie z polską, a także ogólnosłowiańską tradycją, panna młoda oddaje druhnom swój wianek podczas weselnych oczepin.
W dawnych czasach zakonnice chowane były w wiankach. Zielony wieniec składany na grobie to symbol czci oddanej tam pochowanym. Wianek pojawia się też na wielu obrazach o treści religijnej. Ze względu na skojarzenie z niewinnością, biały wianek jest też elementem stroju dziewczynek przystępujących do Pierwszej Komunii.
Wianek zakłada się też do strojów ludowych, np. krakowskiego.
Tradycyjnym obyczajem jest puszczanie wianków w Noc Świętojańską.

## Zobacz też

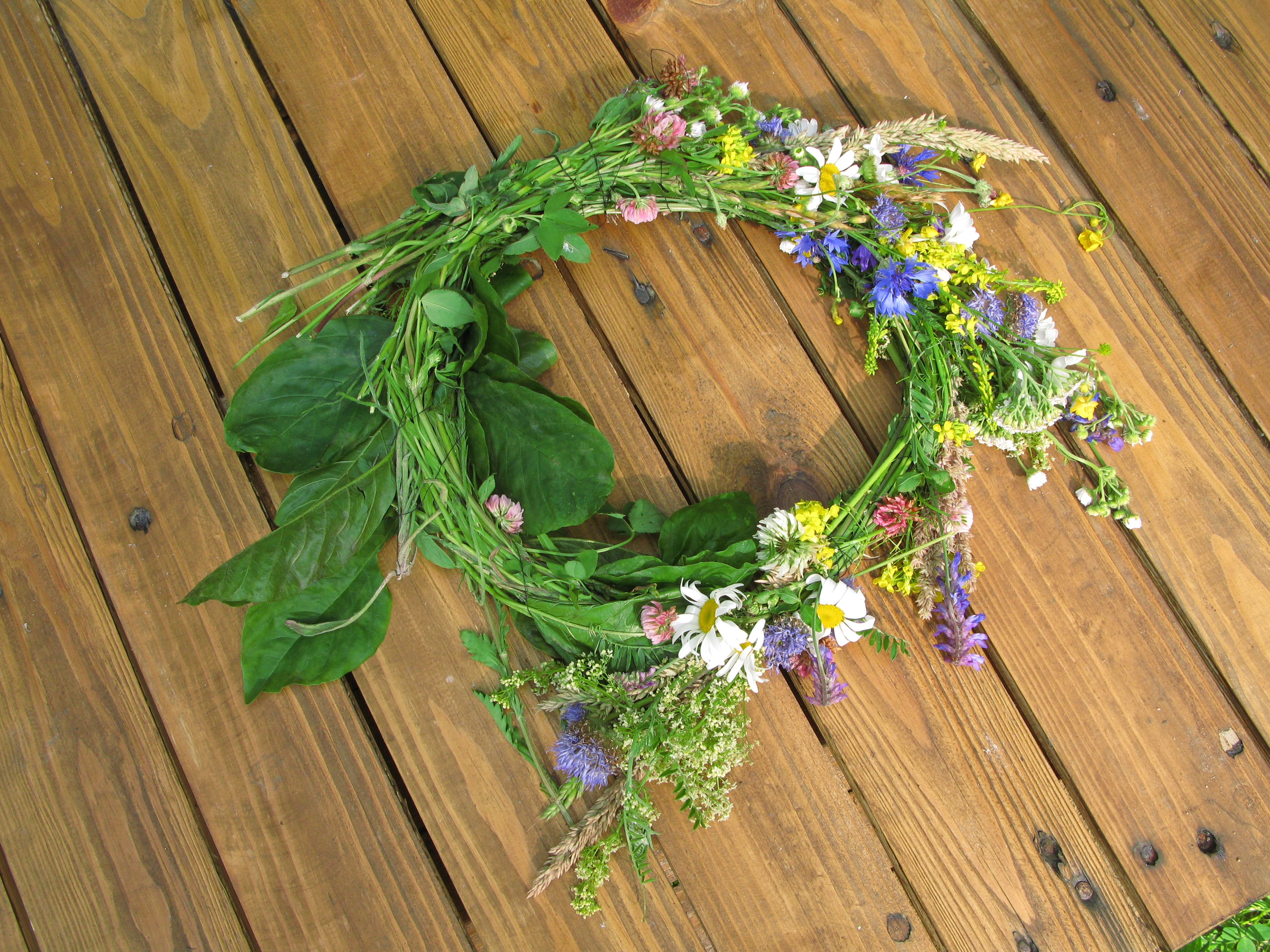
Wianek z polnych kwiatów